# Umeå träsliperi

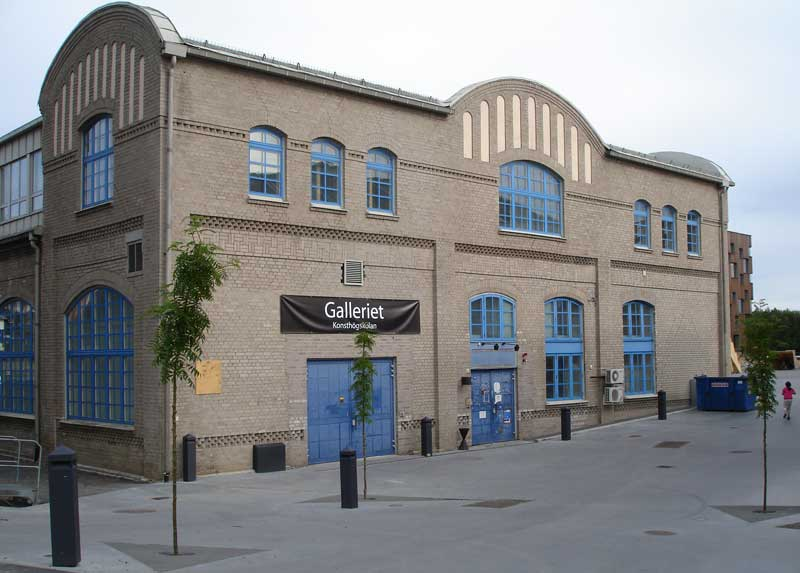
Umeå träsliperis sliperibyggnad, nu en del av Konstnärligt campus i Umeå.

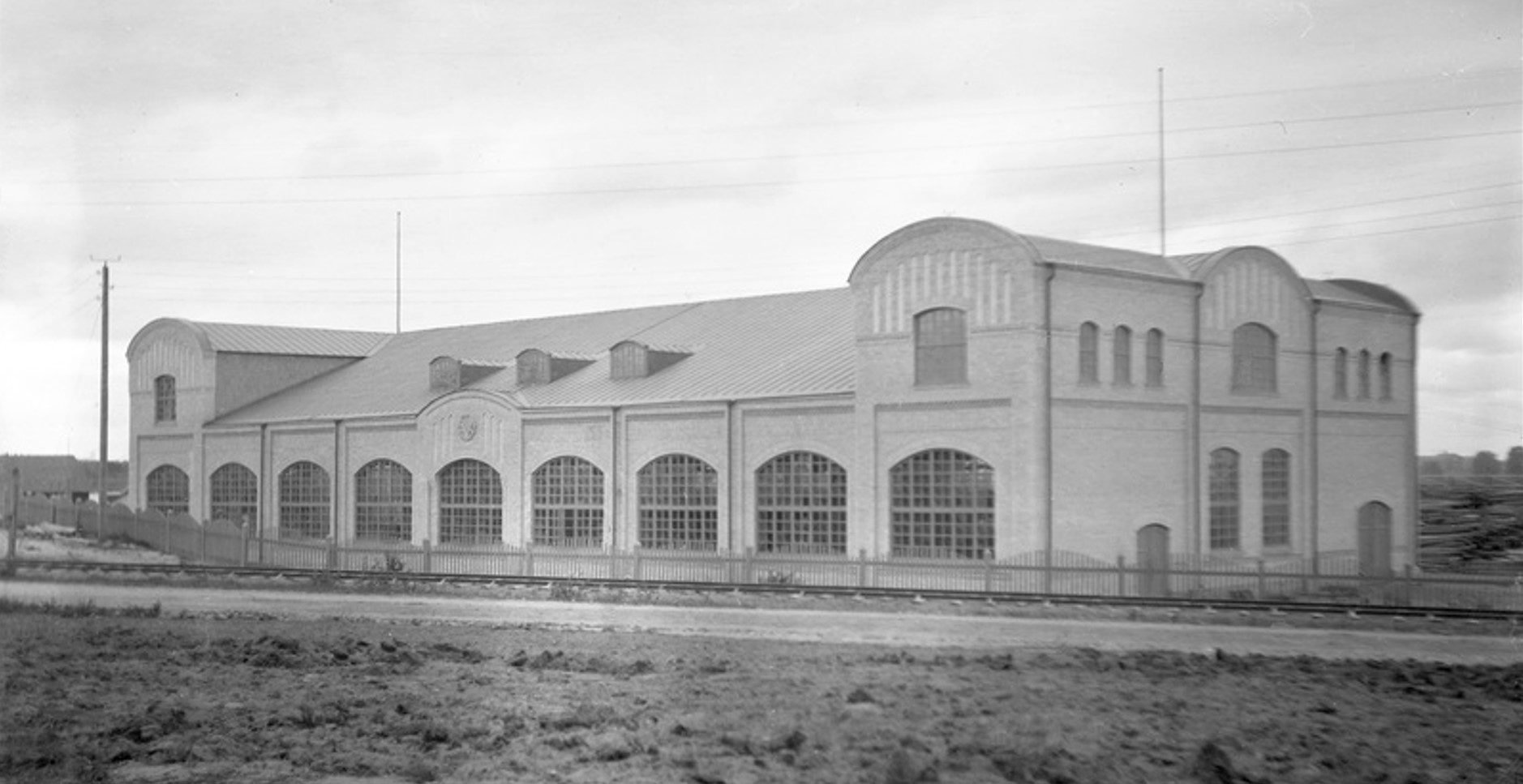
Scharinska fabriken (Umeå träsliperi, fotograferad av Ragnar Insulander kort efter invigningen 5 juni 1910.)

Umeå träsliperi var en industri för tillverkning av mekanisk pappersmassa i Umeå som var i drift 1910–1954. Nu ingår de gamla industrilokalerna i Konstnärligt campus vid Umeå universitet och inrymmer bland annat inkubatorn Sliperiet, verkstäder och ett galleri för Konsthögskolans studenter.

## Historia
Umeå träsliperi grundades av Egil Unander-Scharin, ägare av firma A.F. Scharin, som bland annat bedrev skogsindustriell verksamhet i norra Västerbotten. I Umeåområdet hade bolaget visserligen inga större skogstillgångar, men virkesfrågan löstes genom kontrakt med Domänstyrelsen. Dessutom fick bolaget teckna ett fördelaktigt kontrakt om leverans av elektricitet från det nystartade vattenkraftverket i Klabböle.

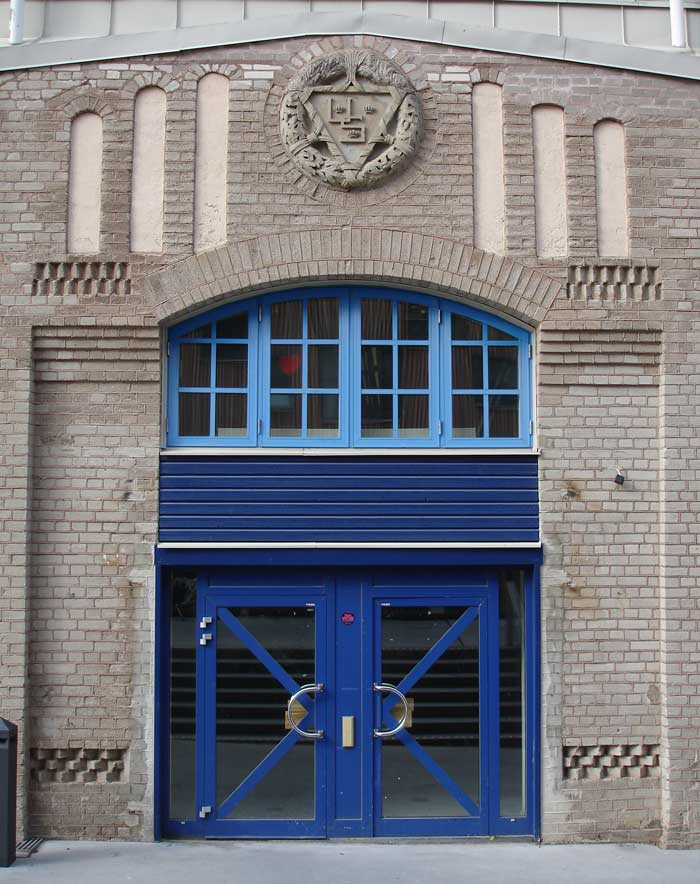
Ingången till Umeå träsliperis sliperibyggnad, med Scharinska firmans firmamärke över porten.

Det nya träsliperiet projekterades på mark som Scharinska firman redan ägde vid Umeälven en bit nedströms Umeå stads kyrka. Den norske ingenjören Alf Prydz, som tidigare samarbetat med Unander-Scharin vid anläggningen i Ytterstfors,  gjorde i stort sett alla ritningar. Enda undantaget är sliperibyggnadens tegelfasader med dekorativa element, som ritades av arkitekt Sigge Cronstedt i Stockholm. Sliperiet byggdes inom stadsplanerat område och Unander-Scharin var mån om att industrins fasad mot älven skulle ge ett prydligt intryck. Även själva industriområdet ordnades så att det skulle se rent och snyggt ut.
Driften inleddes den 1 juni 1910 med ett 60-tal anställda arbetare. Massaveden transporterades dit genom flottning på Umeälven och samlades upp i ett upplag i älven i anslutning till fabriken. Därifrån fördes veden in till vedkapen och vidare till renseriet, där veden barkades och sorterades. I sliperiet med sina sex slipverk – vars motorer om vardera 2 500 hästkrafter levererats av Asea – slipades sedan veden till massa som pressades till balar. Massabalarna fördes med linbana till ett magasin, varifrån de fraktades på pråmar till Holmsund. I hamnen skedde omlastning för vidare transport till olika tidningspappersbruk. Under 1910-talet uppgick produktionen till mellan 13 000 och 14 000 ton per år. Träsliperiet var Umeå stads första större industri.

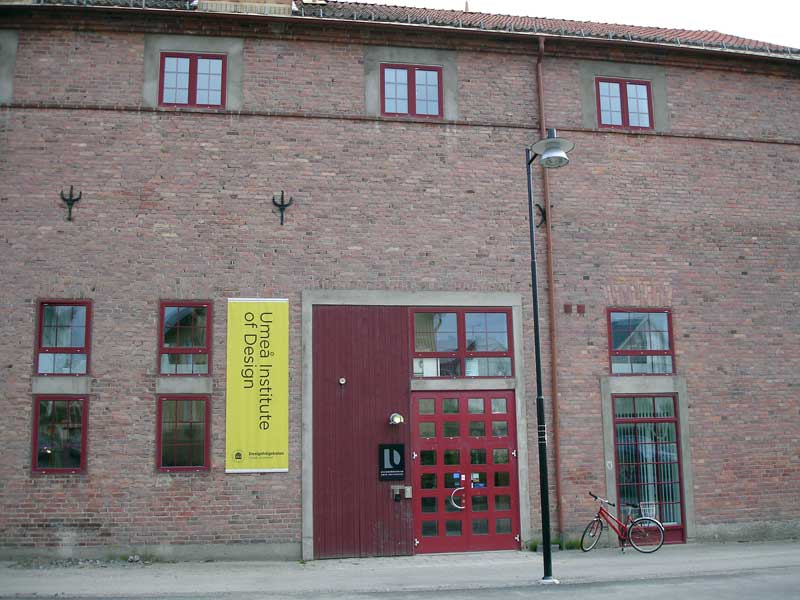
Den gamla transformatorstationen används numera som lokaler för Designhögskolan vid Umeå universitet.

I början av 1920-talet hade antalet arbetare ökat till ett 100-tal, vilket var drygt hälften av stadens samtliga industriarbetare. Tillverkningen utökades 1926 genom att två nya slipverk installerades. För att klara det ökade elkraftbehovet uppfördes strax väster om sliperiet en transformatorstation i rödbrunt tegel, ritad av Robert Laurell. Ännu ett slipverk tillkom 1933 och under senare år fanns åtta slipverk.
År 1937 såldes Umeå träsliperi till Bowaters svenska trämassefabriker AB, som drev anläggningen till 1954, då driften lades ned. Byggnaderna förvärvades av Umeå kommun och användes som bland annat verkstadslokaler.

## Nutid
År 1986 byggdes sliperibyggnaden om till lokaler för Konsthögskolan vid Umeå universitet. Transformatorstationen används som lokaler för Designhögskolan vid Umeå universitet.
Hösten 2008 inleddes uppbyggnaden av Konstnärligt campus vid Umeå universitet på området vid träsliperiet. 2009 stod den nya Arkitekthögskolan färdig. I samband med invigningen av Konstnärligt campus i maj 2012 flyttade Konsthögskolan till nya lokaler på området, och något senare invigdes det nya Bildmuseet. Därefter har träsliperiet byggts om för att bli en mötesplats och inkubator med verkstäder för forskning, utbildning och utveckling, under namnet Sliperiet, som invigdes hösten 2014. Även i det nya Sliperiet inryms  ett galleri för Konsthögskolans studenter.